# Хрест льотних заслуг (США)
Хрест льо́тних засл́уг (США) (англ. Distinguished Flying Cross)  — військова нагорода США для заохочення будь-якого військовослужбовця збройних сил Сполучених Штатів, який проявив надзвичайний героїзм або продемонстрував надзвичайні досягнення під час польоту. Героїчний вчинок або дії були виконані на добровільній основі й перевищували його службовий обов'язок.
Хрест льотних заслуг був затверджений актом Конгресу від 2 липня 1926 року, з поправками, внесеними розпорядженням № 7786 від 8 січня 1938 для заохочення тих, що відзначилися з 11 листопада 1918 року
В роки Другої світової війни цією нагородою була відзначена група радянських льотчиків, серед яких українці Анатолій Артеменко і Михайло Смільський. Серед нагороджених також американці українського походження — Ніколас Кравців і Брюс Едвард Мельник.

## Історія нагороди
Перше нагородження Хрестом льотних заслуг відбулося 2 травня 1927 року, коли президент Калвін Кулідж нагородив десятьох авіаторів Повітряного корпусу армії США, які брали участь у армійському Панамериканському перельоті, що тривав з 21 грудня 1926 року по 2 травня 1927 року. Двоє з них загинули в результаті зіткнення в повітрі при спробі приземлитися в Буенос-Айресі 26 лютого 1927 року і були відзначені посмертно. Нагородження було санкціоноване Конгресом лише попереднього року, і медалі ще не були виготовлені, тому льотчики Pan American спочатку отримали лише сертифікати. Серед десяти льотчиків були майор Герберт Дарг, капітани Айра К. Ікер і Мур С. Фейрчайлд, а також перший лейтенант Енніс К. Вайтхед.
11 червня 1927 року Чарльз Ліндберг отримав першу справжню медаль під час прийому з нагоди повернення додому у Вашингтоні, округ Колумбія, за свій трансатлантичний переліт. Медаль поспішно викарбували й приготували саме для цієї нагоди. Перший Хрест льотних заслуг, яким був нагороджений військово-морський авіатор, отримав командир Річард Е. Берд, за його трансатлантичний політ з 29 червня по 1 липня 1927 року з Нью-Йорка до узбережжя Франції. Берд і його пілот-машиніст Флойд Беннетт вже отримали медаль Пошани за свій історичний політ на Північний полюс 9 травня 1926 року.
Значна кількість кавалерів Хреста льотних заслуг здобули більшу славу в інших професіях; ряд астронавтів, акторів і політиків стали кавалерами цієї нагороди, в тому числі президент Джордж Герберт Вокер Буш. Хрест льотних заслуг може бути вручений ретроактивно для визнання видатних досягнень, зроблених у будь-який час після початку участі США у Першій світовій війні. 23 лютого 1929 року Конгрес прийняв спеціальний закон, який дозволив нагородити цією відзнакою братів Райт за їхній політ 17 грудня 1903 року. Серед інших цивільних осіб, які отримали цю нагороду, — Вайлі Пост, Жаклін Кокран, Роско Тернер, Амелія Ергарт, Гленн Кертісс та Юджин Елі. Згодом, згідно з наказом, коло потенційних кандидатів на нагородження була обмежена тільки військовослужбовцями. Амелія Ергарт стала першою жінкою, яка отримала Хрест льотних заслуг 29 липня 1932 року, коли її вручив віцепрезидент Чарльз Кертіс у Лос-Анджелесі за її одиночний переліт через Атлантичний океан на початку того ж року.

## Видатні кавалери Хреста льотних заслуг

### Астронавти
| - Томас Стаффорд - Майкл Коллінз - Алан Шепард - Джеймс Макдівітт (4) - Базз Олдрін (2) | - Джо Генрі Енгл (2) - Френк Борман - Айлін Марі Коллінз - Гордон Купер - Гай Спенсер Гарднер | - Джон Гленн (6 нагород) - Девід Скотт - Юджин Сернан - Чарлз Піт Конрад (2) - Роберт Лорел Кріппен | - Марк Едвард Келлі - Скотт Джозеф Келлі - Джеймс Ловелл - Уоллі Ширра (3) - Джон Янг | - Скотт Карпентер - Вірджил Гріссом - Дуейн Джин Кері - Дональд Слейтон |

### Політичні та державні діячи
| - Джордж Герберт Вокер Буш - Джеремая Дентон - Джо Фосс | - Патрік Гарлі - Ллойд Бентсен - Джон Маккейн | - Джим Райт - Брюс Елджер - Пітер Гойт Домінік | - Джозеф Маккарті - Джордж Макговерн - Тед Стівенс |

### Діячи мистецтва
| - Кларк Ґейбл - Вольфганг Райтерман | - Дон Герберт - Джин Родденберрі | - Джеймс Стюарт - Ден Роуен | - Сабу Дастагир |

### Військові льотчики
| - Генрі Арнольд - Джеймс Дуліттл (3) - Артур Чін - Чак Єгер (3) - Леон Вільям Джонсон (2) | - Джордж Скратчлі Браун (2) - Айра Ікер (2) - Чарльз Гебріел (5) - Чак Горнер - Девід Чарльз Джонс | - Джордж Кенні - Кертіс Лемей - Річард Маєрс - Джозеф Ральстон - Карл Спаатс | - Натан Фаррагут Твайнінг - Френк Максвелл Ендрюс - Луїс Бреретон - Клер Лі Шеннолт (2) - Бенджамін Олівер Девіс | - Фредерик Волкер Касл - Жаклін Кокран - Пол Тіббетс (2) - Стенлі Артур (11) - Томас Біб Гейвард (2) - Джеймс Голловей III |